# Mix Speaker’s, Inc.
Mix Speaker’s, Inc. war eine japanische Visual-Kei- und J-Rock-Band, die Anfang 2006 gebildet wurde.

## Geschichte
Nach der Auflösung der Band Psycho le Cèmu schlossen sich der Gitarrist Aya und der Bassist Seek der Band Isabelle an, der auch schon Miki als Sänger, Keiji als Gitarrist und S als Schlagzeuger angehörten. Als das Projekt aufgelöst wurde, stellte man mit den Mitgliedern eine neue Band zusammen. Zur Unterstützung kam der Sänger Yuki hinzu. Das neue Projekt nannte man Mix Speaker′s, Inc.
Mix Speaker’s, Inc. stellten im Dezember 2006 ihre erste Single Mix Speaker Box vor, gefolgt von der EP Friday Night Monstime mit 6 Liedern. Im Oktober im selben Jahr kam die zweite Single Monstra Family auf den Markt, die sich gleich in den japanischen Oricon-Indies-Charts etablierte. Am 13. Februar 2008 erschien das erste Album Monsters – Junk Story in my pocket.
Am 9. Dezember 2013 gab der Sänger Yuki bekannt, dass er nach Ende der Tour Tegoku e no kaidan – Rest in Peace am 19. April 2014 Mix Speaker’s, Inc. verlassen wolle, um an einer Solokarriere arbeiten zu wollen. Am selben Tag gab Seek bekannt, dass Mix Speaker’s, Inc. im Februar 2014 ein Best-of-Album namens Magical Show Invitation veröffentlichen werde.
Am 17. Oktober 2014 veröffentlichte die Band ein Video, in dem bekannt wurde, dass Nika (ex. Monolith als Keita) Yuki von nun an ersetzt.
Nach einem Auftritt am 25. Februar 2018 in Tokio löste sich die Gruppe auf.

## Diskografie

### Studioalben
- 2008: Monsters – Pocket no Naka ni wa Junk Story
- 2009: Big Bam Music!
- 2011: It’s a Dream World
- 2012: Hoshifuru Yuenchi (normale und limitierte Fassung)

### EPs
- 2007: Friday Night Monstime
- 2008: Wonder Traveling
- 2010: Animal Zombies
- 2012: Sea Paradise no Hihō

### Kompilationen
- 2010: Never Ending Story

### Singles
- 2006: Mix Speaker’s, Box
- 2007: “Monstart” Family
- 2007: My Wish „Horror“ X’mas
- 2008: Identification Card
- 2009: Romeo on Melody
- 2009: Yūwakusei Rhythm
- 2010: Cinderella
- 2010: Midnight Queen
- 2011: Curcus
- 2012: Shiny Tale
- 2012: Sky Heaven
- 2013: Hell Fire
- 2013: The End

### Videoalben
- 2007: 13’s Club
- 2008: Monster Wars – Grand Finale
- 2009: [Departure] – Space Musical Parade
- 2010: [Big Bam Music] – Senro wa Tsuzuku yo Dokomade mo
- 2011: Rainbow Circus – 6-piki no Pierrot to Monochrome Circus-dan